# Море на кризите
Морето на кризите (на латински: Mare Crisium) е лунно море намиращо се в басейна Крисиум на североизток от Морето на спокойствието. Диаметърът на Маре Крисиум е 418 km а площта му е 176 000 km2. Има много плоско дъно и пръстен от нагънати гребени насочени към външните му граници. На юг има множество кратери, които са покрити от друг материал.
Кратерът Пикард и кратера Пиърс са разположени в близост до Маре Крисиум. Маре Ангуис може да бъде видяно на североизток от Крисиум. Маре Крисиум е мястото където каца Луна 15 през 1969 г.